# Monticola rupestris
El  roquero de El Cabo (Monticola rupestris) es una especie de ave paseriforme en la familia Muscicapidae propia del África austral. 

## Descripción
Es un roquero grande y corpulento que mide de 19 a 21 cm de largo. En verano el plumaje de la cabeza del macho es azul grisáceo y las plumas exteriores de su cola, partes inferiores son anaranjadas, y sus alas y espalda son marrones.
Las hembras poseen cabeza marrón, y sus partes inferiores son de una naranja más intenso que el tono que presentan las hembras de otros roqueros. Las plumas exteriores de su cola son rojizas, similares a las del macho. Los ejemplares inmaduros se asemejan a la hembra, pero su dorso posee puntos de color beige y en sus partes inferiores poseen pintas negras.
Su canto en forma de silbido es un tsee-tsee-tseet-chee-chweeeoo, y ocasionalmente imita el canto de otras aves.
La especie se reproduce en zonas rocosas montañosas con escasa vegetación. Pone de 2 a 3 huevos en un nido en forma de taza en una cavidad rocosa o en una saliente. Se alimenta de una amplia variedad de insectos, animales pequeños y algunas bayas.

## Distribución y hábitat
Esta especie se reproduce en el este y sur de Sudáfrica. Es un residente endémico común, no migra excepto por algunos desplazamientos estacionales en altura en determinadas zonas.